# Khanate
Khanate var ett amerikanskt doom metal-band som var aktivt mellan 2000 och 2010.

## Medlemmar
- Alan Dubin – sång (också medlem av OLD)
- Stephen O'Malley – gitarr (också medlem av Aethenor, Ensemble Pearl, KTL, Lotus Eaters, Sunn O))), Teeth of Lions Rule the Divine)
- James Plotkin – basgitarr (också medlem av Atomsmashers, Death Ambient, Jodis, Khlyst, Lotus Eaters, OLD, Phantomsmasher, Scorn)
- Tim Wyskida – trummor

## Diskografi

### Studioalbum
- 2001 – Khanate
- 2003 – Things Viral
- 2009 – Clean Hands Go Foul

### Livealbum
- 2002 – Live WFMU 91.1
- 2004 – KHNT vs. Stockholm
- 2004 – Live Aktion Sampler 2004
- 2005 – It's Cold When Birds Fall From The Sky

### EP
- 2003 – No Joy (Remix) / Dead
- 2005 – Capture & Release

### Samlingsalbum
- 2006 – Capture & Release / Dead & Live Aktions

### Video
- 2004 – Live (DVD)
- 2004 – Let Loose The Lambs Tour (DVD)
- 2005 – Dead & Live Aktions (DVD)